# São Bartolomeu da Serra
São Bartolomeu da Serra é uma povoação portuguesa do Município de Santiago do Cacém que foi sede da extinta Freguesia de São Bartolomeu da Serra, freguesia que tinha 61,67 km² de área e 390 habitantes (2011), e, por isso, uma densidade populacional de 6,3 hab/km².

A Freguesia de São Bartolomeu da Serra foi extinta e agregada às freguesias de Santiago do Cacém e Santa Cruz, criando-se a União das freguesias de Santiago do Cacém, Santa Cruz e São Bartolomeu da Serra. 

## População
| População da freguesia de São Bartolomeu da Serra | População da freguesia de São Bartolomeu da Serra | População da freguesia de São Bartolomeu da Serra | População da freguesia de São Bartolomeu da Serra | População da freguesia de São Bartolomeu da Serra | População da freguesia de São Bartolomeu da Serra | População da freguesia de São Bartolomeu da Serra | População da freguesia de São Bartolomeu da Serra | População da freguesia de São Bartolomeu da Serra | População da freguesia de São Bartolomeu da Serra | População da freguesia de São Bartolomeu da Serra | População da freguesia de São Bartolomeu da Serra | População da freguesia de São Bartolomeu da Serra | População da freguesia de São Bartolomeu da Serra | População da freguesia de São Bartolomeu da Serra |
| ------------------------------------------------- | ------------------------------------------------- | ------------------------------------------------- | ------------------------------------------------- | ------------------------------------------------- | ------------------------------------------------- | ------------------------------------------------- | ------------------------------------------------- | ------------------------------------------------- | ------------------------------------------------- | ------------------------------------------------- | ------------------------------------------------- | ------------------------------------------------- | ------------------------------------------------- | ------------------------------------------------- |
| 1864                                              | 1878                                              | 1890                                              | 1900                                              | 1911                                              | 1920                                              | 1930                                              | 1940                                              | 1950                                              | 1960                                              | 1970                                              | 1981                                              | 1991                                              | 2001                                              | 2011                                              |
| 660                                               | 631                                               | 774                                               | 841                                               | 944                                               | 945                                               | 1 194                                             | 1 288                                             | 1 315                                             | 1 096                                             | 738                                               | 596                                               | 532                                               | 455                                               | 390                                               |

Nos censos de 1864 a 1900 figura Serra - S. Bartolomeu
| Distribuição da População por Grupos Etários | Distribuição da População por Grupos Etários | Distribuição da População por Grupos Etários | Distribuição da População por Grupos Etários | Distribuição da População por Grupos Etários | Distribuição da População por Grupos Etários | Distribuição da População por Grupos Etários | Distribuição da População por Grupos Etários | Distribuição da População por Grupos Etários | Distribuição da População por Grupos Etários |
| -------------------------------------------- | -------------------------------------------- | -------------------------------------------- | -------------------------------------------- | -------------------------------------------- | -------------------------------------------- | -------------------------------------------- | -------------------------------------------- | -------------------------------------------- | -------------------------------------------- |
| Ano                                          | 0-14 Anos                                    | 15-24 Anos                                   | 25-64 Anos                                   | > 65 Anos                                    |                                              | 0-14 Anos                                    | 15-24 Anos                                   | 25-64 Anos                                   | > 65 Anos                                    |
| 2001                                         | 63                                           | 60                                           | 212                                          | 120                                          |                                              | 13,8%                                        | 13,2%                                        | 46,6%                                        | 26,4%                                        |
| 2011                                         | 43                                           | 35                                           | 198                                          | 114                                          |                                              | 11,0%                                        | 9,0%                                         | 50,8%                                        | 29,2%                                        |

Média do País no censo de 2001:  0/14 Anos-16,0%; 15/24 Anos-14,3%; 25/64 Anos-53,4%; 65 e mais Anos-16,4%
Média do País no censo de 2011:   0/14 Anos-14,9%; 15/24 Anos-10,9%; 25/64 Anos-55,2%; 65 e mais Anos-19,0%

## Acesso
São Bartolomeu da Serra está ligado a Santiago do Cacém através da Estrada Nacional EN121.

## Paisagem
São Bartolomeu da Serra caracteriza-se por uma paisagem rural, com utilização para agricultura, silvicultura e pastoreio. Predominam as espécies de azinho e sobreiro, em exemplares isolados ou em povoamentos.